# Жабче
Жабче (на словенски: Žabče) е село в Словения, регион Горишка, община Толмин. Според Националната статистическа служба на Република Словения през 2015 г. селото има 165 жители.